# 7대 죄악
7대 죄악(Les Sept Péchés Capitaux, The Seven Deadly Sins)은 이탈리아에서 제작된 실베인 도메 감독의 1962년 코미디 영화이다. 장 피에르 카셀 등이 주연으로 출연하였다.

## 출연

### 주연
- 장 피에르 카셀

### 조연
- 클로드 리치
- 사샤 브리퀘트
- 장 클로드 브리알리
- 대니 세발
- 클로드 브라소
- 제네비브 카실
- 장 무랫
- 자크 모노드
- 조르주 윌송
- 폴 프레부아
- 장 드사이
- 미셸린 프레슬
- 로랑 떼르지에프
- 장-루이 트린티냥
- 에디 콘스탄틴
- 니콜 미렐
- 마리나 블라디
- 사미 프레이
- 장 피에르 오몽
- 미셀 지라르동
- 마리-호세 나트
- 장 마크 텐베르그
- 네인 게몬

## 제작진
- 미술: 맥스 더이
- 미술: 버나드 에베인